# تیگران آوینیان
تیگران آوینیان (ارمنی: Տիգրան Ավինյան؛ زادهٔ ۲۸ فوریهٔ ۱۹۸۹) سیاستمدار اهل ارمنستان است که از تاریخ ۱۰ اکتبر ۲۰۲۳ تا کنون سمت شهردار ایروان را برعهده دارد. وی از تاریخ ۱۱ مه ۲۰۱۸ تا تاریخ ۲ اوت ۲۰۲۱ در دولت نیکول پاشینیان سمت معاون نخست‌وزیر ارمنستان را برعهده داشت.

## زندگی‌نامه
در ۲۸ فوریهٔ ۱۹۸۹ در ایروان به دنیا آمد و از دانشگاه کوئین مری لندن فارغ‌التحصیل شد. 

## نگارخانه

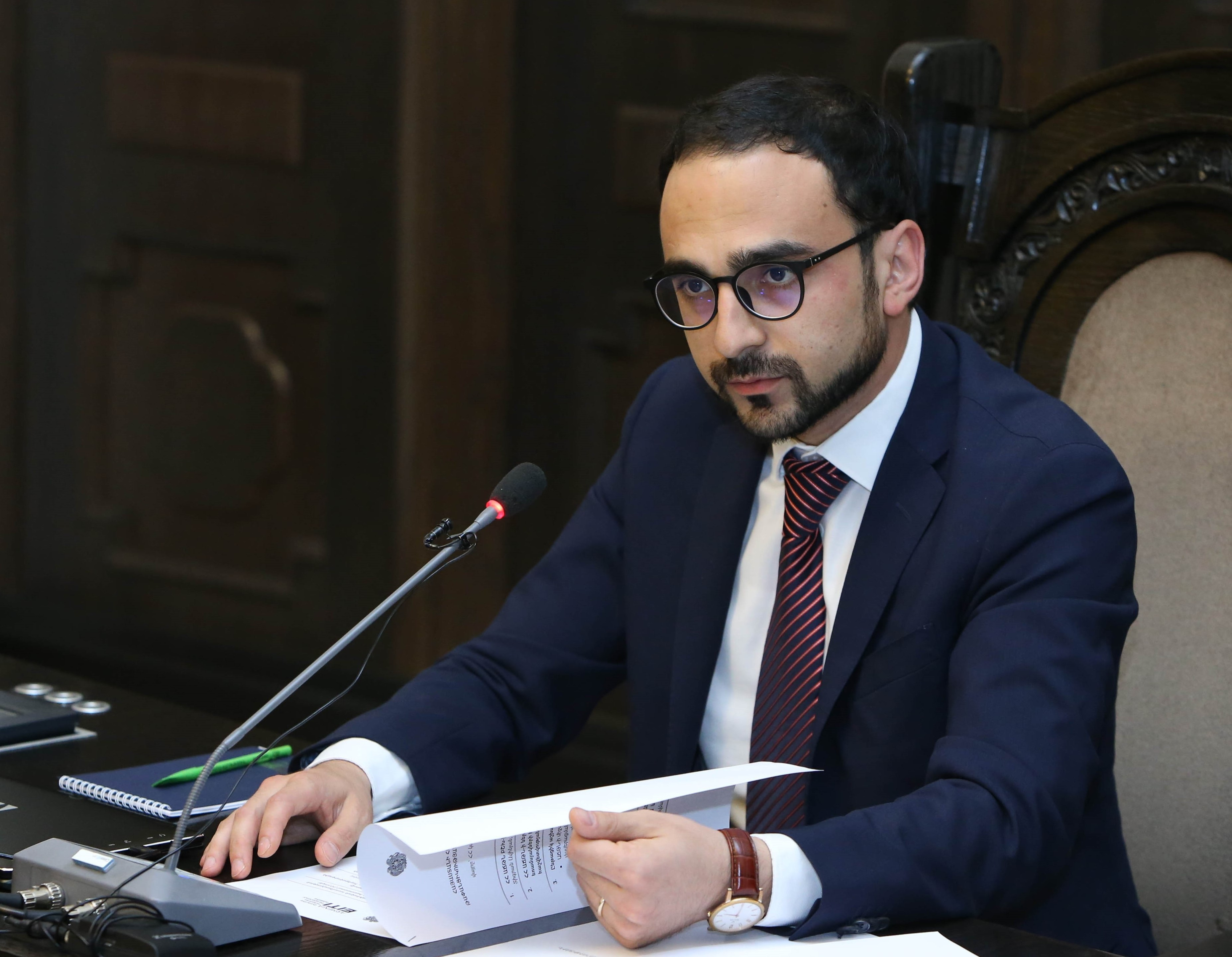